# Амайя, Фрэнки
Франуэль (Фрэнки) Амайя (англ. Franuel "Frankie" Amaya; род. 26 сентября 2000, Санта-Ана, Калифорния, США) — американский футболист мексиканского происхождения, полузащитник клуба «Толука».

## Клубная карьера

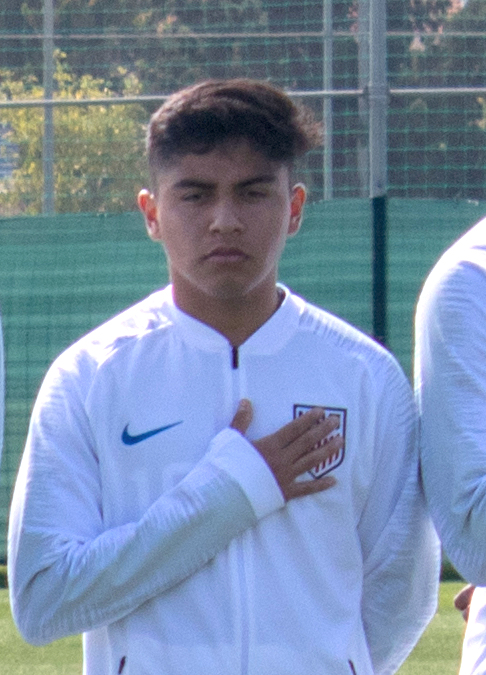
Амайя в составе в молодёжной сборной США

Амайя — воспитанник клуба «Патеадорес». В 2018 году он выступал за команду Калифорнийского университета в Лос-Анджелесе.
4 января 2019 года Амайя подписал контракт с MLS по программе Generation adidas, и 11 января на Супердрафте был выбран под общим первым номером новичком лиги, клубом «Цинциннати». Его профессиональный дебют состоялся 30 марта в матче против «Филадельфия Юнион», в котором он вышел на замену на 76-й минуте вместо Аллана Круса. 17 апреля Амайя был отдан в краткосрочную аренду клубу Чемпионшипа ЮСЛ «Ориндж Каунти». Дебютировал за «Ориндж Каунти» он 20 апреля в матче против «ОКС Энерджи». 2 мая «Цинциннати» отозвал Амайю из аренды. 16 июля 2020 года во втором матче группового этапа Турнира MLS is Back Амайя забил свой первый гол в профессиональной карьере.
20 апреля 2021 года Амайя был продан в «Нью-Йорк Ред Буллз» за $950 тыс. в общих распределительных средствах с возможной доплатой ещё $125 тыс. в зависимости от достижения им определённых показателей. Игрок подписал с клубом новый трёхлетний контракт, вступающий в силу в 2022 году, с опцией продления ещё на один год. За «Ред Буллз» он дебютировал 25 апреля в матче против «Лос-Анджелес Гэлакси», заменив во втором тайме Эндрю Гутмана. 8 мая в матче против «Торонто» он забил свой первый гол за «Ред Буллз».
27 июня 2024 года Амайя перешёл в клуб чемпионата Мексики «Толука».

## Международная карьера
В 2018 году в составе молодёжной сборной США Амайя выиграл молодёжный чемпионат КОНКАКАФ. На турнире он сыграл в матчах против команд Сент-Винсента и Гренадин, Американских Виргинских Островов, Тринидада и Тобаго, Суринама, Мексики, Гондураса и Коста-Рики.
30 ноября 2020 года Амайя был впервые вызван в сборную США, на товарищеский матч со сборной Сальвадора, намеченный на 9 декабря. Но 1 декабря из-за положительного результата теста на COVID-19 он был исключён из состава и заменён Андресом Переей.

## Достижения
Международные
 США (до 20)
- Победитель молодёжного чемпионата КОНКАКАФ: 2018